# Mhadhba
Les Mhadhba (المهاذبة) sont une tribu arabe établie en Tunisie depuis le XVIe siècle dans la région de Sfax.

## Origines
La légende dorée de la tribu maraboutique des Mhadhba débute avec l’arrivée au sud de Sfax de Sidi Mhadheb, Cherif idrisside, originaire de Séguia el Hamra comme de nombreux saints maghrébins avant lui. Selon ce récit discutable, tous les clans des Mhadhba constituent la descendance du vénérable maître soufi et donc aussi d'Ali Ibn Abi Taleb et de son épouse Fatima Ezzahra, fille du prophète Muhammad .
Une thèse opposée prétend que les Mhadhba forment en revanche un ensemble de clans berbères dominés jadis par les hilaliens et unifiés par la suite par Sidi Mhadheb. Ce n’est qu’alors qu’ils parviennent enfin à asseoir leur emprise sur l’aire géographique qu’ils occupent jusqu’à aujourd’hui. Salah Alouani définit la tribu maraboutique en général comme une « tribu regroupée autour de la famille d’un saint et qui se sert de la légitimité chérifienne pour asseoir son projet de propagande religieuse » .
En 1578, date du contrat octroyant une partie du territoire de la tribu des Mthalith à Sidi Mhadheb, les fidèles du saint homme se comptent à environ 1500 âmes. 
Au début du XVIIIe siècle, un registre beylical estime qu’au sein des Mhadhba, 6.000 adultes mâles sont en âge de payer des impôts. Dans l’arrière-pays de la Skhira, la tribu maraboutique dispose des revenus de l’immense habous, henchir Sidi Mhadheb. Durant cette période, les Mhadhba sont constitués de fractions comportant 260 hommes en moyenne (les effectifs variant de 200 à 400 hommes). Le nombre moyen d’hommes adultes par groupe familial est de 3,84, voire de 4,14 dans le clan des Oulèd el Chikh (« Les enfants du Cheikh ») qui entretiennent d’étroits rapports avec l’opulente zaouïa de Sidi Mhadheb.  Cette particularité des Oulèd el Chikh, serait un argument supplémentaire en faveur du caractère légendaire de l’ascendance prestigieuse et commune à l’ensemble des clans de la tribu.
Les Mhadhba étaient plus mobiles que les autres tribus tunisiennes. En été, ils s’installaient à Friguia ou dans le Cap Bon - Dakhlet Maaouine - où un bourg porte d’ailleurs leur nom et en automne, ils repartaient vers le sud du pays.

## Territoire
Un habous d’environ 300.000 hectares a été accordé à Sidi Mhadheb en 1578,. Ce habous s’étend de Mahrès au nord jusqu’à Ouèd el Akarit au sud. Le henchir Sidi Mhadheb constituait une zone de passage sûre pour les tribus et les caravanes. Le habous a été annulé sur les ordres du président Habib Bourguiba en 1957. 

## Histoire

### Époque moderne
Lors de l’invasion française en 1881, le monarque Sadok Bey capitule et ordonne à ses troupes de n’opposer aucune résistance à l’envahisseur. Le 12 mai 1881, il signe le traité du Bardo qui place de facto la Régence de Tunis sous protectorat français. Du 15 au 20 juin 1881, les représentants des tribus des steppes se réunissent dans la Grande mosquée de Kairouan sous la direction d’Ali Ben Khelifa Naffeti et signent une charte appelant à la résistance armée. La résistance a lieu dans différentes régions du pays, menée par les tribus tunisiennes et des troupes régulières rejetant le traité du Bardo. Au Sahel et au Centre, les Mhadhba résistent tout comme les Oulèd Saïd, les Jlass, les Souassi et les Mthalith.

### Patrimoine
La tribu possède un patrimoine musical reconnu, avec notamment un chant bédouin typique de la tribu, fondé sur la poésie populaire (malhoun). Ces chants sont construits sur un thème commun, à savoir : le Ghazal (discours d’amour et de séduction), le Moukaffar (anathème sur les mécréants), l’hymne à la patrie ou encore la déploration, et ces chants sont classés en Mahwa (idée de chute), Qassim (division), Malzouma (obligation) et en Souga (volonté de montrer le chemin). L’interprète est nommé Al Adib (l’homme de lettres) et le chœur, composé de deux chanteurs, est nommé Essouaf (ceux qui prêtent main-forte).

## Différents clans

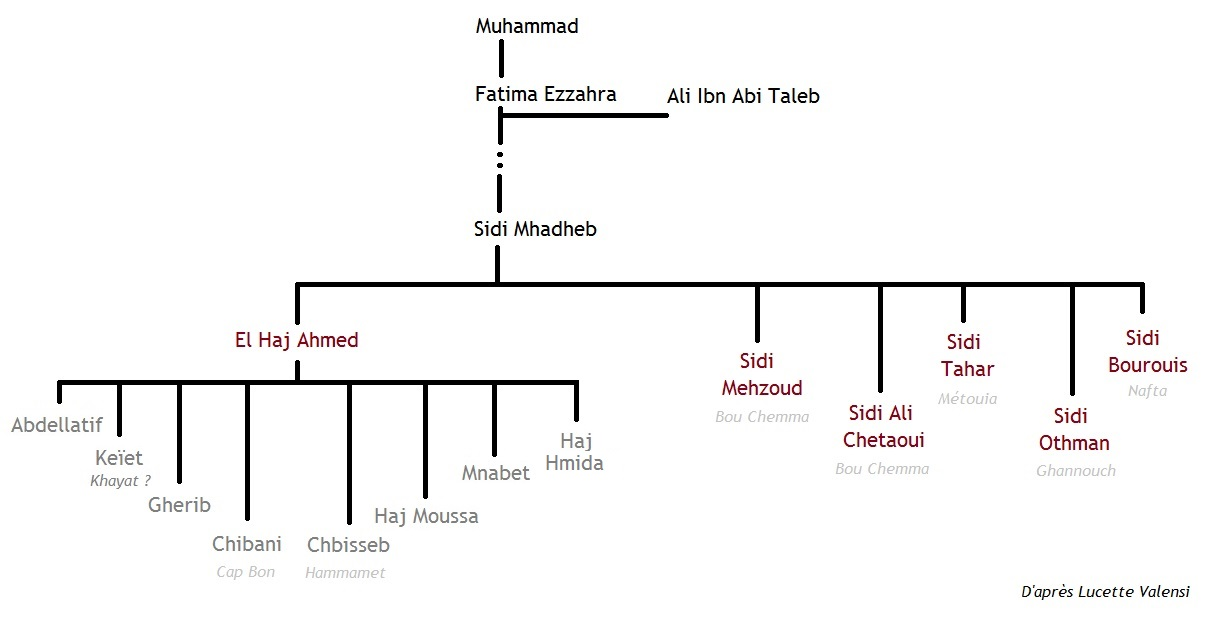
Les clans des Mhadhba selon Lucette Valensi.

Abdelffatah F. A. Abou Hassan Chokra énumère dans son ouvrage paru en 2018 les différents clans des Mhadhba tels que cités par l’historien tunisien Ibn Abi Dhiaf : 
1. Sidi Bourmich (Nafta).
2. Sidi Othman (Ghannouch).
3. Haj Ahmed.
4. Sidi Taher (Matouiya).
5. Sidi Ali Chetaoui (Bouchamma).
6. Sidi Mahrez (Bouchamma).
7. Abdellatif (Letaïfa).
8. El Khayet (Drèbla).
9. Gherib (Gherayba).
10. Chibani (Dkhala).
11. Chbisseb (Sa descendance s’est installée près de Hammam Lif).
12. Haj Moussa et Oulèd el Haj Moussa.
13. Haj Hamda.

À Bouaziz Samhoun, dont son article sur le chant bédouin de Mhadhba paru en 2015 rapporte la répartition clanique suivante  :
1. Sidi Bourouis (Nafta, dont la descendance s’est installée dans la ville de Sidi Bou Rouis).
2. Sidi Othman : Son petit-fils fonde la zaouia de Ghannouch.
3. Sidi Taher (Metouia).
4. Sidi Ali Chetaoui : il fonde la zaouia de Babboucha.
5. Sidi Mezhoud (Bouchamma) : de lui, descendent Omar bou Hlèl, puis Omar Bou Yahya, puis Haj Ali puis Mouhamed, puis Ibrahim puis Khelifa, puis Mouhamed, puis Ibrahim puis Khelifa, puis Mouhamed, puis Hajj Khelifa.
6. Haj Ahmed. Il a eu huit enfants dont Haj Hmida et Haj Moussa (dont Oulèd Mousa).
7. Abdellatif : De lui est issu Abed.
8. Ali.
9. Gherib : il a donné son nom à la ville de Graïba dans le gouvernorat de Sfax.

Parmi les Mhadhba, certains sont établis à Dakhlat Maaouine (le Cap Bon) et à Hammamet. D’autres vivent à Mezzouna dans le gouvernorat de Sidi Bouzid, ou encore près de Hergla dans le gouvernorat de Sousse.
Un registre français cite les différents clans dépendant du caïdat des Mhadhba dans la région de Skhira en 1900 :
1. Les Ghraïba (الغرايبة) : Oulèd Mouhamed, les Jouabliya, les Ouidèt, les Chaouachi, les Rahmèna, les Hneyniya, les Bouè’la et les Araoudiya.
2. Oulèd Mouhamed Kouid (أولاد محمد الكويد) : Oulèd Mouhamed, les Msaada, les Kemla, les Firan, les Bkètriya, les Fouèhmiya, les Fouènliya, les Dh’hiba et les Touèhriya.
3. Les Ltaïfa (اللطايفة) : les Abdellatif, Oulèd Sidi Ali, Oulèd Sidi Mouhamed, les Qdara et Oulèd Sidi Hamed.
4. Les Hadhara (الحضارة) : les Hadhara, Oulèd Nasser, Oulèd el Toumi, Oulède Hamed, Oulède Qmar, Oulèd Mhadheb et Oulèd Mahmoud.
5. Oulèd el Kilani (أولاد الكيلاني) : Oulèd el Kilani et Oulèd Hamed.
6. Oulèd el Haj Moussa (أولاد الحاج موسى) : Oulèd el Haj Moussa, les Ouèmriya, les Ghiouth, Oulèd Mbarek et les Ferhatiya.
7. Les Dkhayliya (الدخايلية) : les Rjèybiya, les Jdèydiya, les Msaoura, les Adhièb et Oulèd Amor.
8. Oulèd el Chikh (أولاد الشيخ) : Oulèd el Chikh, Oulèd Salem ben el Karoui, Oulèd Nsira et Oulèd Ahmed.
9. Oulèd Moussa (أولاد موسى) : Oulèd Moussa, les Zneyna, les Farjèt, les Hmidèt, les M’adniya et Oulèd Khalfallah.